# 维克托·泰特
维克托·泰特（英語：Victor Hubert Tait，1892年7月8日—1988年11月27日），英国男子冰球运动员，场上位置是后卫。他曾代表英国国家队参加1928年冬季奥林匹克运动会冰球比赛，获得第4名。